# روبرت لپیکسون
روبرت لپیکسون (انگلیسی: Robert Lepikson; ۱۴ ژوئن ۱۹۵۲ – ۱ ژوئیهٔ ۲۰۰۶) سیاست‌مدار اهل استونی بود. وی از سال ۱۹۹۷ تا ۱۹۹۸  وزیر کشور استونی و از سال ۱۹۹۶ تا ۱۹۹۷  شهردار تالین بوده.